# (1469) Linzia
(1469) Linzia est un astéroïde de la ceinture principale découvert le 19 août 1938 par l'astronome allemand Karl Wilhelm Reinmuth. Il fut nommé en honneur de la commune autrichienne Linz. Le lieu de découverte est Heidelberg (024). Sa désignation provisoire était 1938 QD.
Sa distance minimale d'intersection de l'orbite terrestre est de 1,920110 ua.